# Oulettes
Pour les articles homonymes, voir Oule.
Le ruisseau des Oulettes est un cours d'eau dans le département des Hautes-Pyrénées et un affluent gauche du gave de Pau dans le bassin versant de l'Adour.

## Hydronymie
En occitan, oule signifie « cirque, cuvette glaciaire » donc oulette, le petit cirque.

## Géographie
D'une longueur de 13,1 kilomètres, il prend sa source sur la commune de Gavarnie (Hautes-Pyrénées), à l'altitude 2 645 mètres, 200 m au nord-est du refuge de Baysselance.
Il coule du nord-ouest vers le sud-est et se jette dans le gave de Pau dans la même commune, à l'altitude 1 293 mètres sous le nom de gave d'Ossoue.

### Communes et département traversés
Dans le département des Hautes-Pyrénées, le ruisseau des Oulettes ne traverse qu'une commune et un canton :Gavarnie dans le canton de Luz-Saint-Sauveur.

## Affluents
Le ruisseau des Oulettes a sept affluents référencés, tous sur Gavarnie :
- (D) Le ruisseau de Montferrat, 1,2 km ;
- (G) Le ruisseau de Pouey Mourou, 1,3 km ;
- (G) Le ruisseau du Labassa, 1,8 km ;
- (D) Le ruisseau de Lourdes, 4,2 km ;
- (D) Le ruisseau de Sausse, 3,4 km ;
- (G) Le ruisseau de Coumassiouse, 1 km ;
- (G) Le ruisseau du Hourcadet, 1,2 km.

Géoportail mentionne d'autres tributaires :
- (D) Le ruisseau de Tapou ;
- (G) Le ruisseau de la Coste ;
- (G) Le ruisseau de Lacourbe.

Légende : (D) rive droite ; (G) rive gauche.